# Golfe du Morbihan
Golfe du Morbihan är en stor vik av Atlanten  i departementet Morbihan vid södra kusten av Bretagne.
Morbihan är bretagnska och betyder "små hav". Viken är i stort sett rund  och har endast ett smalt sund  - med våldsamma strömmar på grund av tidvattnet på ibland upp till 10 knop - ut till havet. I söder begränsas viken av halvön Presqu'île de Rhuys.
I viken finns 300 öar varav 30 är bebodda. På grund av det starka tidvattnet förändras viken timme för timme. Den är hem för mängder av fåglar som häger, skrake och trut. Här finns också stora odlingar av ostron.
På grund av sitt milda klimat och omväxlande natur är viken uppskattad av turister.
Den närmaste större orten är Vannes.